# Pheidole cervicornis
Pheidole cervicornis är en myrart som beskrevs av Carlo Emery 1900. Pheidole cervicornis ingår i släktet Pheidole och familjen myror. Inga underarter finns listade i Catalogue of Life.